# Lady in the Lake
Lady in the Lake is een Amerikaanse film noir uit 1947, gebaseerd op Raymond Chandlers roman The Lady in the Lake.
Lady in the Lake is het regiedebuut van Robert Montgomery, die ook zelf meespeelt in de film. Ook Audrey Totter, Lloyd Nolan, Tom Tully, Leon Ames en Jayne Meadows zitten in de cast. Het verhaal wordt verteld vanuit het standpunt van Philip Marlowe. De detective wordt ingehuurd om de vrouw van een uitgever terug te vinden, die wordt verondersteld te zijn weggelopen naar Mexico. Al gauw blijkt de zaak een stuk ingewikkelder te zijn, wanneer er mensen worden vermoord.

## Rolverdeling
| Acteur            | Personage          |
| ----------------- | ------------------ |
| Robert Montgomery | Phillip Marlowe    |
| Audrey Totter     | Adrienne Fromsett  |
| Lloyd Nolan       | Luitenant DeGarmot |
| Tom Tully         | Captain Kane       |
| Leon Ames         | Derace Kingsby     |
| Jayne Meadows     | Mildred Havelend   |
| Dick Simmons      | Chris Lavery       |
| Morris Ankrum     | Eugene Grayson     |
| Kathleen Lockhart | Mrs. Grayson       |
| Ellay Mort        | Chrystal Kingsby   |